# Nešković
Nešković je priimek v Sloveniji in tujini. Po podatkih Statističnega urada Republike Slovenije je na dan 1. januarja 2010 v Slovenjiji uporabljalo ta priimek 63 oseb.  

## Znani slovenski nosilci priimka
- Branimir Nešković (*1952), urednik in založnik
- Sanja Nešković Peršin (*1968), plesalka in koreografinja

## Znani tuji nosilci priimka
- Blagoje Nešković (1907—1986), srbski zdravnik in politik
- Nikola Nešković (1720—1775), srbski slikar
- Wolfgang Nešković (*1948), nemški politik